# زابژگ
زابژگ (به لهستانی:  Zabrzeg) یک منطقهٔ مسکونی در لهستان است که در گمینا چخوویتس-ججتسه واقع شده‌است. زابژگ ۱۴٫۰ کیلومتر مربع مساحت و ۳٬۱۰۷ نفر جمعیت دارد.